# Yun Mi-jin
Yun Mi-Jin (Koreaans: 윤미진) (Daejeon, 30 april 1983) is een Koreaanse boogschutter.
Yun Mi-Jin is een Koreaanse naam, de familienaam is Yun. Yun was lid van het Koreaans Olympisch team in 2000 en 2004. Op de Spelen in Athene (2000) won ze zowel individueel als met het team (met Kim Nam-Soon en Kim Soo-Nyung) een gouden medaille. Vier jaar later in Peking behaalde ze met het team (met Lee Sung-Jin en Park Sung-Hyun) opnieuw een eerste plaats, individueel eindigde ze op de vijfde plaats.
Yun was ook lid van het team op de Aziatische Spelen in 2002 en 2006. In 2002 werd ze derde en won met haar team (met Park Sung-Hyun, Park Hye-Youn en Kim Mun-Joung de gouden medaille. In 2006 behaalde Yun individueel de vierde plaats, met teamgenoten Park Sung-Hyun, Yun Ok-Hee en Lee Tuk Young werd ze eerste.

## Palmares
- 2000:  Olympische Spelen (team)
- 2000:  Olympische Spelen (individueel)
- 2002:  Aziatische Spelen (individueel)
- 2002:  Aziatische Spelen (team)
- 2003:  Wereldkampioenschappen (team)
- 2003:  Wereldkampioenschappen (individueel)
- 2004:  Olympische Spelen (team)
- 2005:  Wereldkampioenschappen (team)
- 2006:  Aziatische Spelen (team)

1904: Matilda Howell ·
1908: Queenie Newall ·
1972: Doreen Wilber ·
1976: Luann Ryon ·
1980: Keto Losaberidze ·
1984: Seo Hyang-soon ·
1988: Kim Soo-nyung ·
1992: Cho Youn-jeong ·
1996: Kim Kyung-wook ·
2000: Yun Mi-jin ·
2004: Park Sung-hyun ·
2008: Zhang Juanjuan · 
2012: Ki Bo-bae · 
2016: Chang Hye-jin ·
2020: An San ·
2024: Lim Si-hyeon
1988: Kim S-n/Wang/Yun Y-s ·
1992: Cho/Kim S-n/Lee E-k ·
1996: Kim J-s/Kim K-w/Yoon H-y ·
2000: Kim N-s/Kim S-n/Yun M-j ·
2004: Lee S-j/Park/Yun M-j ·
2008: Joo/Park/Yun O-h ·
2012: Choi/Ki/Lee S-j ·
2016: Chang/Choi/Ki ·
2020: An/Jang/Kang ·
2024: Jeon/Lim/Nam